# Oktava

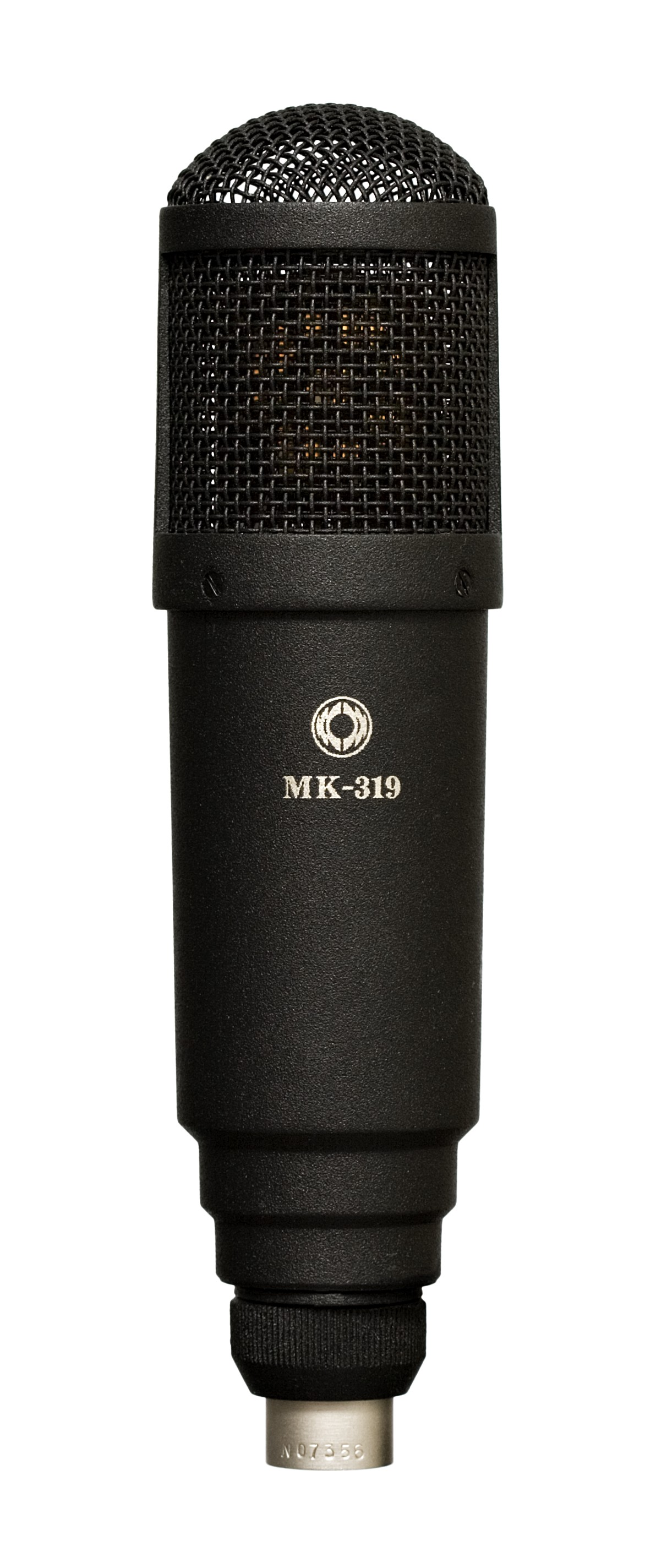
Oktava MK-319

Oktava ist der älteste und größte Hersteller von professionellem Audio-Equipment in Russland. Der Firmensitz ist in Tula. 
Das Unternehmen ist vor allem für seine Klein- und Großmembran-Kondensatormikrofone sowie für Bändchenmikrofone bekannt. Die Firma stellt allerdings auch weitere Geräte für den Studiobetrieb, wie Verstärker etc., her.
Oktava blickt auf eine lange und wechselhafte Geschichte zurück. In der noch jungen UdSSR kamen 1927 eine Gruppe von Ingenieuren und Monteuren zusammen und bauten zunächst Übertragungsgeräte. Oktava wurde in Tula gegründet und ist bis heute in der 200 Kilometer südlich von Moskau gelegenen Industriestadt beheimatet. Die Stadt ist bis heute durch zahlreiche Fertigungsstätten für elektronische Geräte geprägt.
Oktava ist außerhalb Russlands meist nur als Mikrofonhersteller bekannt und vertreibt auch in Deutschland hauptsächlich Mikrofone über einen eigenen Online-Shop. Mit der Oktava GmbH hat die Firma einen Vertrieb für Europa in Stuttgart.
Zwischen 2009 und 2017 war Oktava in die Roselektronika-Unternehmensgruppe eingegliedert. Seit 2017 wird das Unternehmen direkt durch den Staatskonzern Rostec kontrolliert.